# Psychrolutidae
Họ cá Psychrolutidae (tiếng Anh có tên là Fatheads) có khoảng 40 loài được nhận dạng thuộc 9 chi cá. Họ cá ít được biết này bao gồm các loài (cá bống biển) sống ở đáy đại dương có hình dạng như nòng nọc, với đầu lớn và mình nhỏ với đuôi dẹt. Con trưởng thành sống ở đáy biển, giữa độ sâu 100 mét (330 ft) và 2.800 mét (9.200 ft). Tên của nó có từ tiếng Hy Lạp psychrolouteo, có nghĩa là "tắm lạnh".

## Hình ảnh

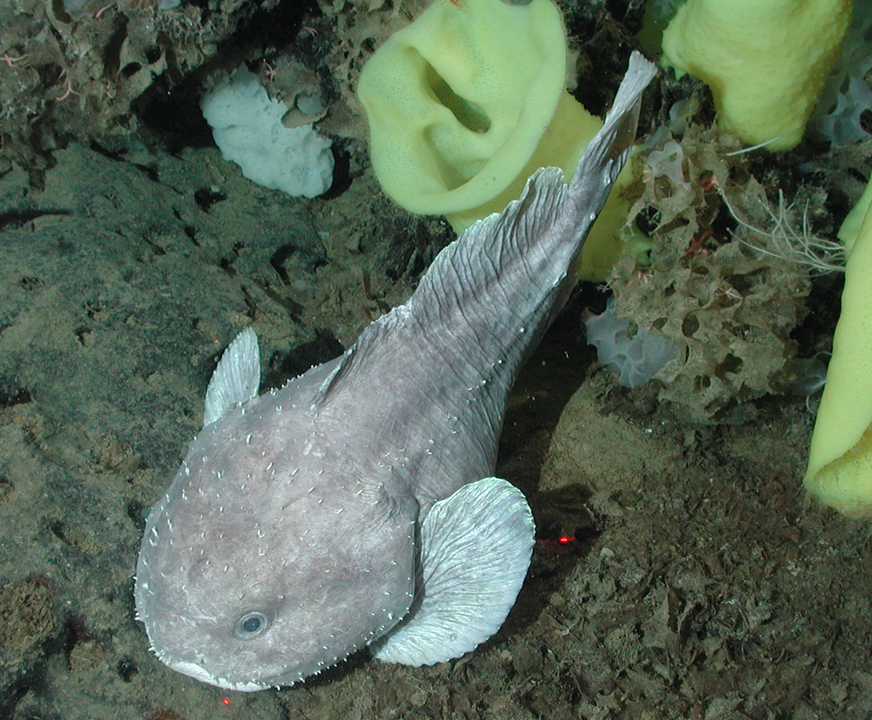
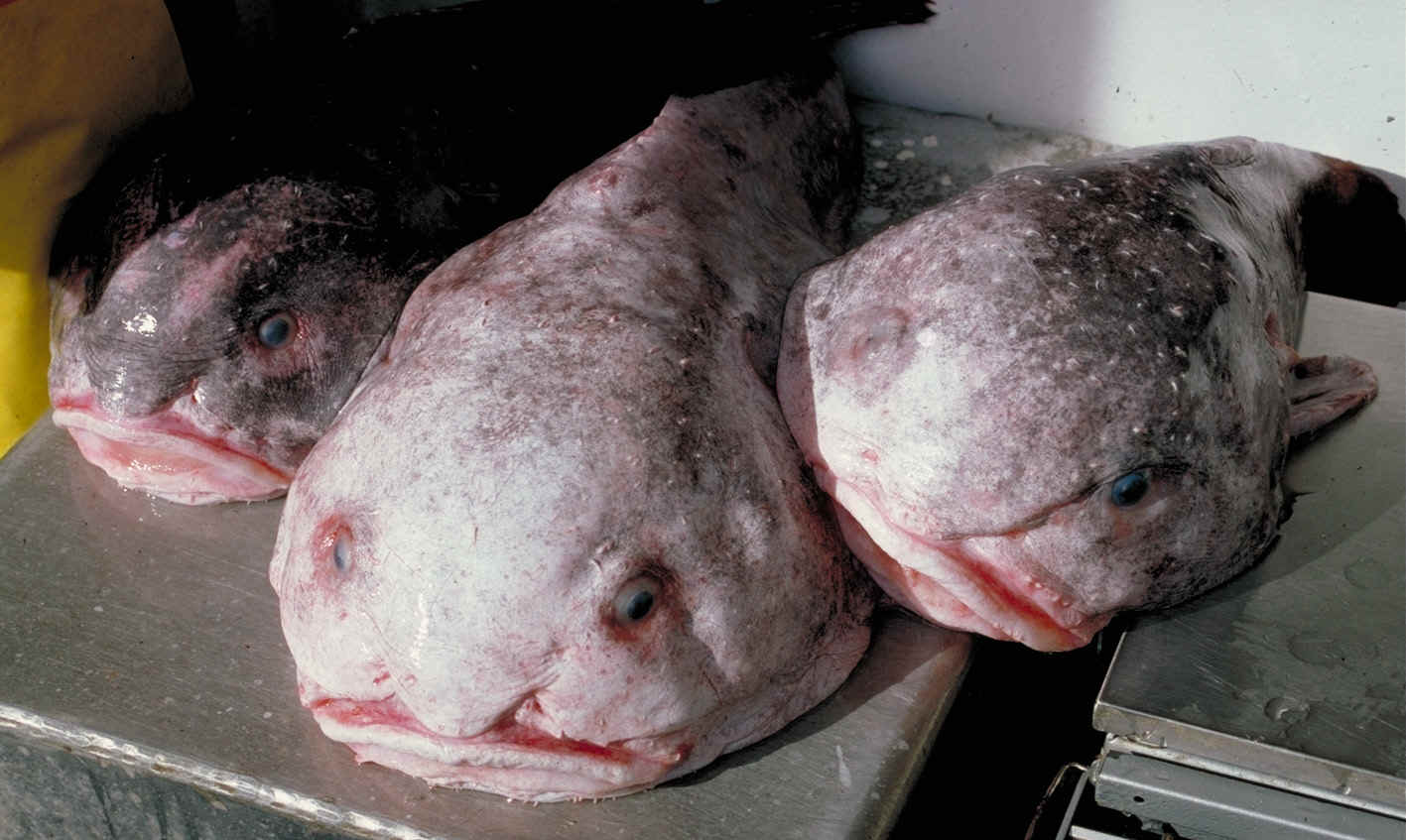
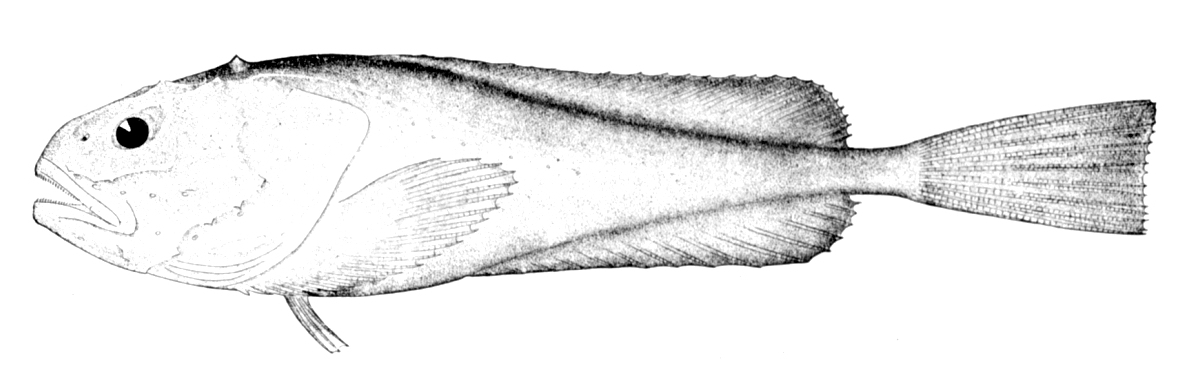
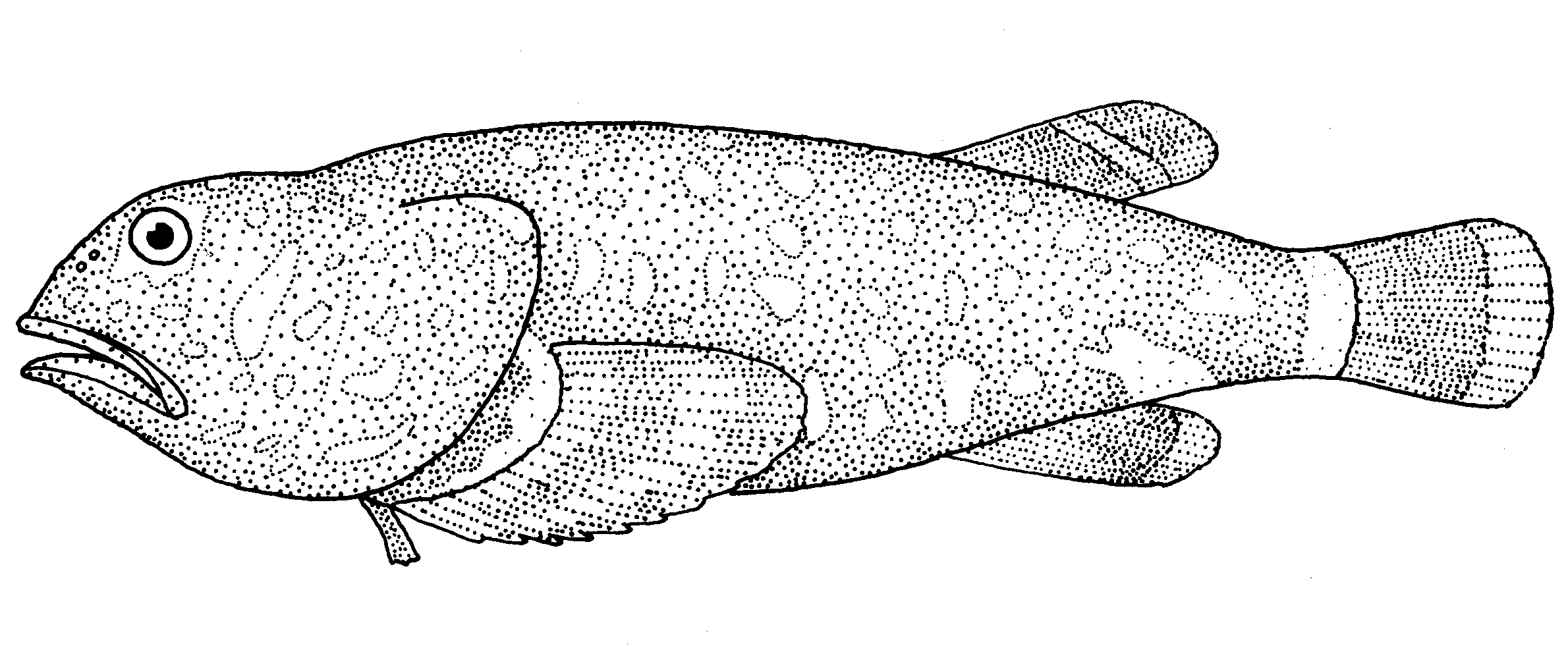